# Рудиковський Остап Петрович
Остап (Євстафій) Петрович Рудиковський (21 вересня 1784, Вільшанка — 1851, Київ) — військовий медик, поет, казкар. Брат Андрія Рудиковського.

## Біографія
Родом з Київщини, син священика. Навчався у Києво-Могилянській Академії, по закінченні якої (1806) — у Петербурзькій Медико-хірургічній академії, яку закінчив 1810 і був військовим лікарем.
Остап Рудиковський мав широкі знайомства серед російського й українського письменства, зокрема велике значення мали його дружні взаємини з М. Максимовичем, якому він присвятив низку віршів. Велику літературну спадщину Рудиковського вивіз до Петербургу його син, де вона й загинула. Збереглася лише незначна частина (26 віршів, яких було написано Рудиковським у 1825 році), що була опублікована у журналі «Киевская Старина» (1892, ч. 5, 6, 7 і ще два вірші (надруковані там таки, ч. 7, 1894).
Рудиковський також писав казки й байки на морально-побутові теми («Климова капуста», «Мужича казка», «Вибір женихів» та ін.), вірші про козаччину («Помин», «Козаки в щасті» та ін.), пісні. На творчості Рудиковського позначилися впливи бурлескно-травестійного стилю І. Котляревського, але, з іншого боку, він уже тяжів до романтизму, і на його піснях і баладах виразно помітний вплив Т. Шевченка.
Біобібліографічний матеріал про Рудиковського міститься у книзі Г. Нудьги «Бурлеск і травестія в українській поезії першої половини XIX ст.» (К. 1959).